# Kay Waldo Barnes
Kay Conkrite Waldo Barnes (* 30. März 1938 in St. Joseph, Missouri) ist eine US-amerikanische Politikerin. Sie war von 1999 bis 2007 Bürgermeisterin von Kansas City, Missouri.
In den späten 1960er-Jahren begann Kay Barnes sich auf kommunaler Ebene zu engagieren. Sie arbeitete zunächst als Freiwillige und später als Angestellte für ein städtisches Kooperationsprojekt. Außerdem vertrat sie die Interessen weiblicher Studenten an der University of Missouri in Kansas City. 1974 wurde sie in die Legislative des Jackson County gewählt; ab 1979 gehörte sie dem Stadtrat von Kansas City an. Privat betrieb sie ihr eigenes Unternehmen auf dem Bereich der Personalentwicklung, Kay Waldo, Inc., dem sie 23 Jahre lang als Präsidentin vorstand.
Barnes wurde an ihrem Geburtstag 1999 als Nachfolgerin von Emanuel Cleaver zur Bürgermeisterin gewählt, wobei sie sich mit 59:41 Prozent der Stimmen gegen George Blackwood durchsetzte, und im Jahr 2003 für eine zweite Amtszeit bestätigt. Sie ist Demokratin und war die erste weibliche Bürgermeisterin von Kansas City. Die größte Leistung ihrer Amtszeit war die Wiederbelebung von Downtown Kansas City, das zu Beginn ihrer Amtszeit ziemlich heruntergekommen war. Außerdem regte sie den Bau des Sprint Center an, das im Oktober 2007 fertiggestellt wurde. Ihr Nachfolger wurde im Mai 2007 Mark Funkhouser.
Im Jahr 2008 bewarb Kay Barnes sich um einen Sitz im Repräsentantenhaus der Vereinigten Staaten. Sie wurde von ihrer Partei zwar nominiert, unterlag bei den Wahlen dann aber dem republikanischen Amtsinhaber Sam Graves deutlich mit 37:59 Prozent der Stimmen.